# شهر صنعتی کاوه (روستا)
شهر صنعتی کاوه یک منطقهٔ مسکونی در ایران است که در دهستان طراز ناهید واقع شده‌است. شهر صنعتی کاوه ۲٬۵۵۴ نفر جمعیت دارد.